# Fillus brethesi
Fillus brethesi är en insektsart som beskrevs av Navás 1919. Fillus brethesi ingår i släktet Fillus och familjen fjärilsländor. Inga underarter finns listade i Catalogue of Life.